# Hamidou Yaméogo
Pour les articles homonymes, voir Yameogo.
Hamidou Yaméogo, né le 31 décembre 1984, est un coureur cycliste burkinabé.

## Biographie
En mai 2011, il gagne l'étape inaugurale de la Boucle du coton, et devient le premier leader. Durant la cinquième étape, il est exclu de la course après avoir projeté volontairement un concurrent, Damien Leguay, dans la broussaille,.
En juin 2012, il se classe deuxième du championnat du Burkina Faso, seulement battu par Rasmané Ouédraogo. Moins de deux semaines plus tard, il remporte le Grand Prix de l'Impossible.
En 2013, il est sacré champion du Burkina Faso devant le tenant du titre Rasmané Ouédraogo, qu'il devance au sprint. Ce même mois, il s'impose sur le Grand Prix du Port autonome d'Abidjan. Malgré ces performances, il n'est pas retenu en équipe nationale pour le Tour du Faso, en raison de problèmes disciplinaires.
En 2014, il participe au Tour cycliste international du Togo. Dans cette course, il s'impose sur la deuxième étape, et endosse provisoirement le maillot de leader. Finalement, il se classe troisième au classement général final, remporté par son compatriote Harouna Ilboudo. Le mois suivant, il s'impose au Grand Prix des Caisses Populaires devant Seydou Bamogo. En juin, il remporte le Tour de la République démocratique du Congo.

## Palmarès
- 2009
  - Classement général du Tour du Togo
  - Grand Prix du SND
  - Ecowas Cycling Tour :
    - Classement général
    - 2e étape

  - 2e de la Boucle du coton
- 2010
  - 3e étape du Tour du Togo
  - Grand Prix de l'Impossible
- 2011
  - 1rea étape de la Boucle du coton
- 2012
  - Grand Prix de l'Impossible
  - 2e du championnat du Burkina Faso sur route
- 2013
  -  Champion du Burkina Faso sur route
  - Grand Prix du Port autonome d'Abidjan
- 2014
  - 2e étape du Tour du Togo
  - Grand Prix des Caisses Populaires
  - Classement général du Tour de la République démocratique du Congo
  - 3e du Tour du Togo
- 2015
  - Grand Prix du SND

## Classements mondiaux
| Année           | 2008 | 2009 | 2010 | 2011 | 2012 | 2013 | 2014 |
| --------------- | ---- | ---- | ---- | ---- | ---- | ---- | ---- |
| UCI Africa Tour | 114e |      |      | 75e  |      | 41e  | 115e |